# Дергаусово
Дергаусово — село в Тогучинском районе Новосибирской области. Входит в состав Лебедевского сельсовета.

## География
Площадь села — 115 гектаров.

## Население
| 2002 | 2007 | 2010 |
| ---- | ---- | ---- |
| 585  | ↘568 | ↘469 |

## Инфраструктура
В селе по данным на 2007 год функционирует 1 учреждение здравоохранения и 1 учреждение образования.